# Pedro Huichalaf
Pedro Huichalaf Roa (Valparaíso, 29 de septiembre de 1976) es un abogado, académico, investigador y consultor chileno. Fue subsecretario de Telecomunicaciones en el segundo gobierno de Michelle Bachelet desde 2014 hasta 2016.

## Estudios
Es licenciado en ciencias jurídicas (2009), logrado con distinción en la Universidad de Valparaíso y obtuvo título de abogado tras jurar ante la Corte Suprema (2010). Cursó el magíster en derecho y nuevas tecnologías en Universidad de Chile. También obtuvo diplomado en Ciberseguridad de la Universidad de Chile.

## Carrera profesional
Entre 2008 y principios del 2014, fue asesor parlamentario en Senado de Chile, y se desempeñó como abogado en la Subsecretario de Telecomunicaciones de Chile.
- Fue fundador y Presidente de Organización sin fines de lucro ONG META, políticas públicas tecnológicas de 2010 a 2014.
- Es fundador y director Ejecutivo del Consejo Chileno de Tecnologías de la Información y Comunicación.[2]
- Es director de Consejo Chileno de Prospectiva y Estrategia[3]

## Carrera académica
Fue profesor de la Universidad Mayor (UM) y de la Universidad Diego Portales, es investigador del Centro de Investigador en Ciberseguridad de la Universidad Mayor.
En el 2017, fue coautor del libro Estrategia Chile 2030: Aporte de ideas para una reflexión Nacional. En el 2018 fue redactor del capítulo Estrategia Digital. Coautor del libro Manual sobre utilidades del Big Data para bienes públicos. También fue eedactor del capítulo Big data en la Administración pública chilena: oportunidades para la gestión de políticas públicas, elaborado por GOBERNA, Escuela de Política y Alto Gobierno del Instituto Universitario Ortega y Gasset, de España.
En el 2019, fue colaborador del libro Propuesta de Estrategia para la Transformación Digital en Chile. Una Mirada 2030, desarrollado por grupo integrantes Círculo Tics, publicado por el Consejo de Políticas de Infraestructura.
Además, es jefe de Informática Legislativa e Investigador del Centro de Investigación en Ciberseguridad de la Universidad Mayor y consultor nacional e internacional. Es abogado of Counsel de estudio "Magliona Abogados".

## Carrera política
Es militante del Partido por la Democracia (PPD), y durante el año 2019 y 2020 fue presidente de la Comisión de redes sociales y Tecnología del PPD. El 4 de mayo de 2013 fue uno de los fundadores del movimiento Marca AC, que buscaba redactar una nueva Constitución Política para Chile mediante el establecimiento de una asamblea constituyente.
En enero de 2014 fue designado subsecretario de Telecomunicaciones del segundo gobierno de Michelle Bachelet, cargo que asumió el 11 de marzo de 2014. Renunció al cargo el 26 de octubre de 2016.
Es candidato a diputado por el distrito 7 en la lista de Nuevo Pacto Social, para las elecciones de 21 de noviembre de 2021.

## Historial electoral

### Elecciones parlamentarias de 2021
- Elecciones parlamentarias de 2021 a Diputados por el distrito 7 (Algarrobo, Cartagena, Casablanca, Concón, El Quisco, El Tabo, Isla de Pascua, Juan Fernández, San Antonio, Santo Domingo, Valparaíso y Viña del Mar)[8]

| Candidato                    | Pacto                   | Partido | Votos  | %   | Resultados |
| ---------------------------- | ----------------------- | ------- | ------ | --- | ---------- |
| Tomás Lagomarsino Guzmán     | Nuevo Pacto Social      | Ind-PR  | 26 349 | 7.4 | Diputado   |
| Jorge Brito Hasbún           | Apruebo Dignidad        | RD      | 23 358 | 6.6 | Diputado   |
| Andrés Celis Montt           | Chile Podemos Más       | RN      | 19 101 | 5.3 | Diputado   |
| Camila Rojas Valderrama      | Apruebo Dignidad        | COM     | 17 761 | 4.9 | Diputada   |
| Luis Sánchez Ossa            | Frente Social Cristiano | PRCh    | 16 347 | 4.6 | Diputado   |
| Hotuiti Teao Drago           | Chile Podemos Más       | Ind-EVO | 16 061 | 4.5 | Diputado   |
| Luis Cuello Peña y Lillo     | Apruebo Dignidad        | PCCh    | 13 305 | 3.7 | Diputado   |
| Tarek Giacamán Mahana        | Chile Podemos Más       | EVO     | 13 141 | 3.7 |            |
| Paul Sfeir Rubio             | Frente Social Cristiano | PRCh    | 8982   | 2.5 |            |
| Juan Pablo Rodríguez Oyarzun | Chile Podemos Más       | UDI     | 8840   | 2.5 |            |
| Jorge Castro Muñoz           | Chile Podemos Más       | UDI     | 8718   | 2.4 |            |
| Carmen Ibáñez Soto           | Chile Podemos Más       | RN      | 7692   | 2.2 |            |
| Constanza Valdés Contreras   | Apruebo Dignidad        | COM     | 7339   | 2.1 |            |
| Tomás De Rementería Venegas  | Nuevo Pacto Social      | Ind-PS  | 5820   | 1.6 | Diputado   |
| María de la Paz Riveros      | Chile Podemos Más       | EVO     | 5192   | 1.5 |            |
| Pedro Huichalaf Roa          | Nuevo Pacto Social      | PPD     | 2307   | 0.7 |            |